# Manuel R. Ojeda
Manuel Rómulo Ojeda Elizarrarás (Morelia, 17 de febrero de 1892-¿?), conocido como Manuel R. Ojeda, fue un cineasta mexicano que trabajó en Hollywood y México desde la década de 1910 hasta la década de 1960.

## Biografía
Ojeda nació en Morelia, Michoacán, México, en 1892 de padres de ascendencia española; Ojeda afirmó que su padre era el embajador de México en Francia, y que la familia pasó un tiempo en Europa y Argentina cuando Ojeda era joven. Cuando estalló la Revolución mexicana, los Ojeda se mudaron a Los Ángeles, donde Ojeda siguió una carrera como actor ya en 1912.
Alrededor de 1920, decidió hacer planes para viajar a Perú para producir películas allí con un equipo estadounidense. Aparte de haber producido la cinta La conquista del Perú en ese país en ese año, no está claro si tuvo éxito en esa empresa o no, pero luego parece haber comenzado una carrera detrás de las cámaras en México, comenzando con La rosa del desierto de 1921. Además de una serie de películas narrativas, también dirigió una serie de documentales. Hacia el final de su carrera, trabajó como gerente de producción en México.

## Filmografía selecta

### Como director
- La rosa del desierto (1921)
- Almas tropicales (1924)
- El Cristo de oro (1926)
- Conspiración (1927)
- El coloso de mármol (1929)
- Águilas de América (1933)
- Judas (1936)
- El circo trágico (1939)
- La canción del huérfano (1940)
- La última aventura de Chaflán (1942)
- De Nueva York a Huipanguillo (1943)

### Como guionista
- La insaciable (1947)
- Zorina (1949)
- La mujer que yo perdí (1949)
- Ultraje al amor (1956)
- Tizoc: Amor indio (1957)
- Pueblo en armas (1959)
- ¡Viva la soldadera! (1960)
- Los espadachines de la reina (1961)
- La tórtola del Ajusco (1962)